# Boeing X-32
Boeing X-32 var Boeings kandidat til Joint Strike Fighter, det tabte dog til Lockheed Martins X-35.